# Rencontres économiques d'Aix-en-Provence
 (avril 2025).
L'article doit être relu — et modifié si nécessaire — par des contributeurs indépendants pour apporter un regard critique aux contributions effectuées en violation des conditions d'utilisation de Wikipédia, tant sur la forme (notamment concernant le style encyclopédique, la proportionnalité) que sur le fond (la neutralité de point de vue, la qualité et l'indépendance des sources).
Les Rencontres économiques d'Aix-en-Provence sont un forum économique organisé par le Cercle des économistes depuis 2001, dans la ville d'Aix-en-Provence en France.

## Déroulement

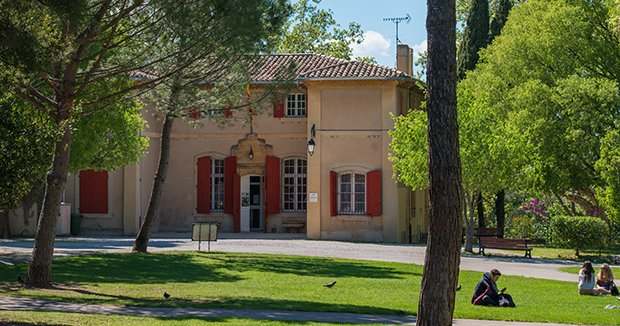
Parc Jourdan Aix-en-Provence

Les Rencontres économiques d'Aix-en-Provence réunissent pendant trois jours des économistes, des universitaires, des chefs d'entreprises, des représentants d'organisations internationales et des membres d'organisations non gouvernementales ainsi que des personnalités politiques.
Organisé chaque année autour d’un thème économique et sociétal, le forum se compose de débats économiques intéressant l’échelle nationale et internationale et a pour objectif de permettre une meilleure compréhension des problématiques économiques. Les débats sont traditionnellement clos par la déclaration finale du Cercle des économistes, recueil de propositions pour répondre à la thématique abordée lors du forum. 
L'ensemble des sessions et débats sont diffusés en direct sur le site officiel des Rencontres économiques d'Aix-en-Provence puis sur la chaîne YouTube de l'événement.

## Activités

### Participants

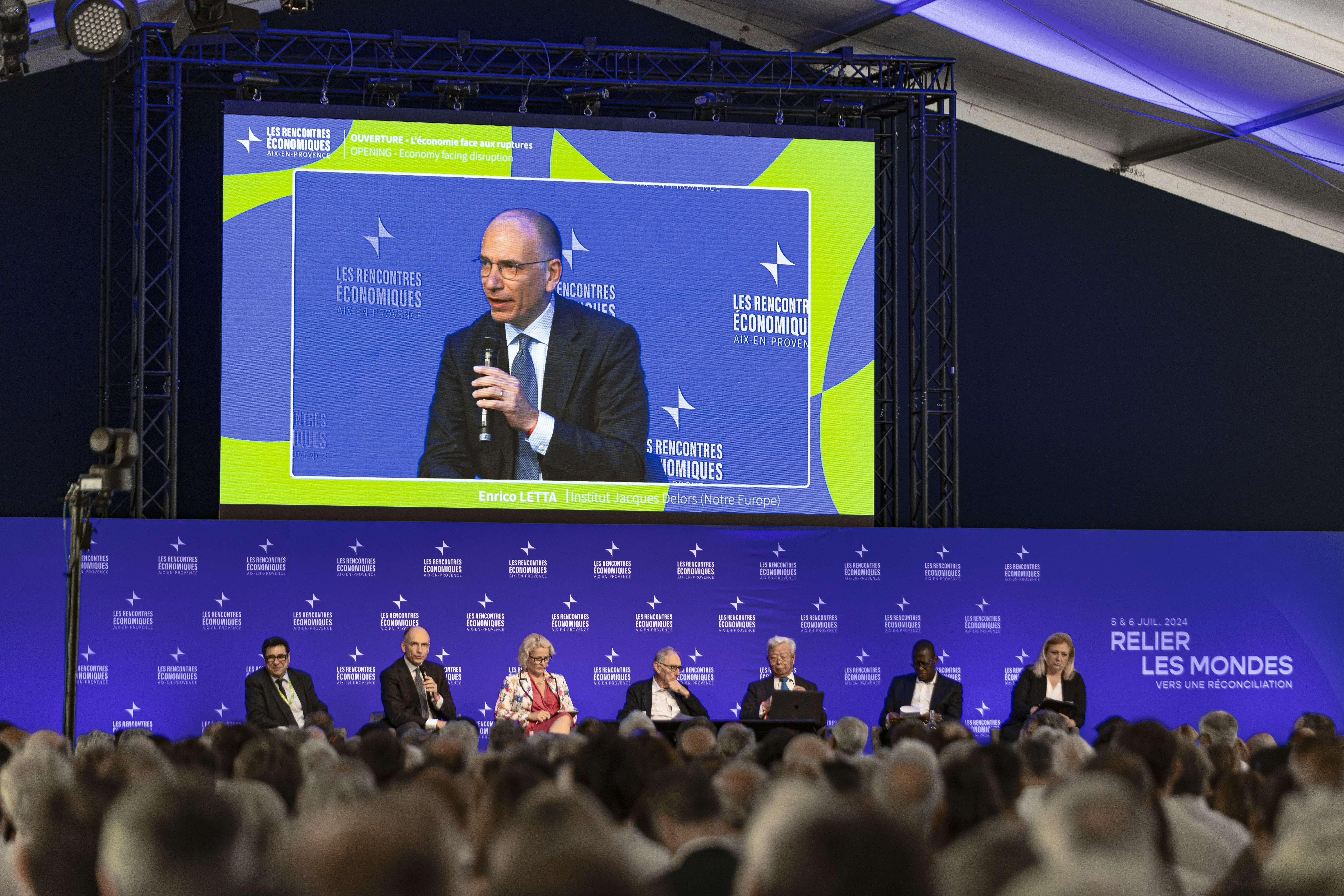
Enrico Letta aux Rencontres économiques en 2024.

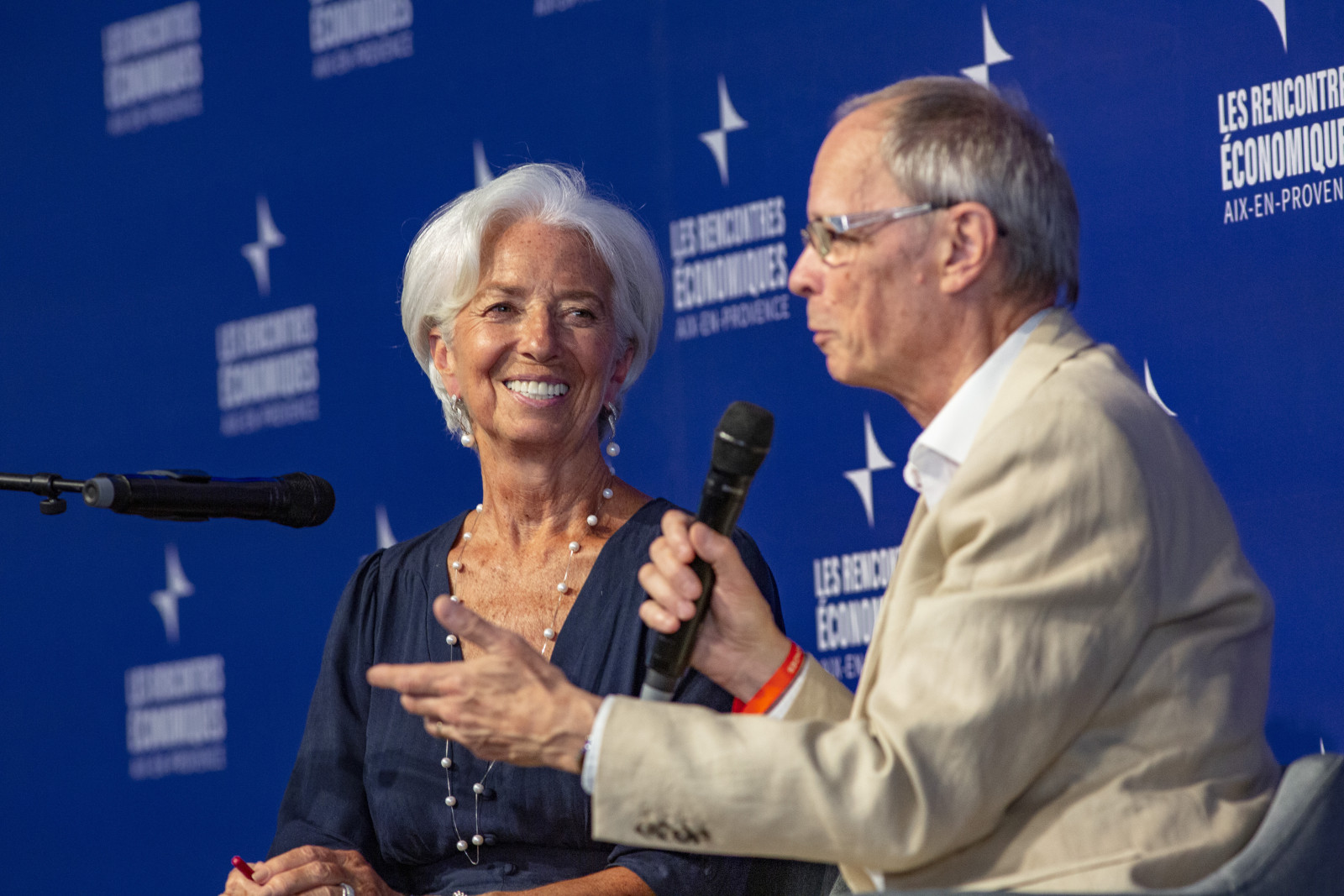
Christine Lagarde et Jean Tirole aux Rencontres Économiques d'Aix-en-Provence en 2024.

Depuis leur création, les Rencontres économiques d'Aix-en-Provence ont donné la parole à des personnalités diverses :  
- Académiques:  Olivier Blanchard, Suzanne Berger, Claudia-Maria Buch, Esther Duflo, Barry Eichengreen, Eugène Fama, Robert Fogel, Francis Fukuyama, Roberto Lavagna, Robert Merton, Dani Rodrik, Kenneth Rogoff, Nouriel Roubini, Peter Sloterdijk, Joseph Stiglitz, Laura Tyson, Cédric Villani, Zhu Min.
- Institutionnels : Stephen Breyer, Mario Draghi, José Ángel Gurría, Christine Lagarde, Pascal Lamy, Cecilia Malmström, Pierre Moscovici, Jean-Claude Trichet.
- Politiques : Madeleine Albright, Jörg Asmussen, Laurent Fabius, Elsa Fornero, Valéry Giscard d'Estaing, Alain Juppé, Bruno le Maire, Emmanuel Macron, David Miliband, Mario Monti, Ngozi Okonjo-Iweala, Ana Palacio, Édouard Philippe, Hery Rajaonarimampianina, Macky Sall, Tharman Shanmugaratnam, Paul Wolfowitz, Ernesto Zedillo, Martin Ziguélé.
- Entreprises : Patricia Barbizet, Jacques-Henri Eyraud, Emmanuel Faber, Carlos Ghosn, Philipp Hildebrand, Isabelle Kocher, Anne Lauvergeon, Jean-Marc Ollagnier, Patrick Pouyanné, Tidjane Thiam, Hal Varian.
- Société civile : Florence Aubenas, Laurent Berger, Luc Besson, Sharon Burrow, Reza Deghati, Yu Hua, Francis Huster, Étienne Klein, Mo Ibrahim, Thierry Marx, Erik Orsenna, Thomas Pesquet, Bertrand Piccard, Abderrahmane Sissako, Agnès Troublé.

### Le Projet Jeunesse(s)

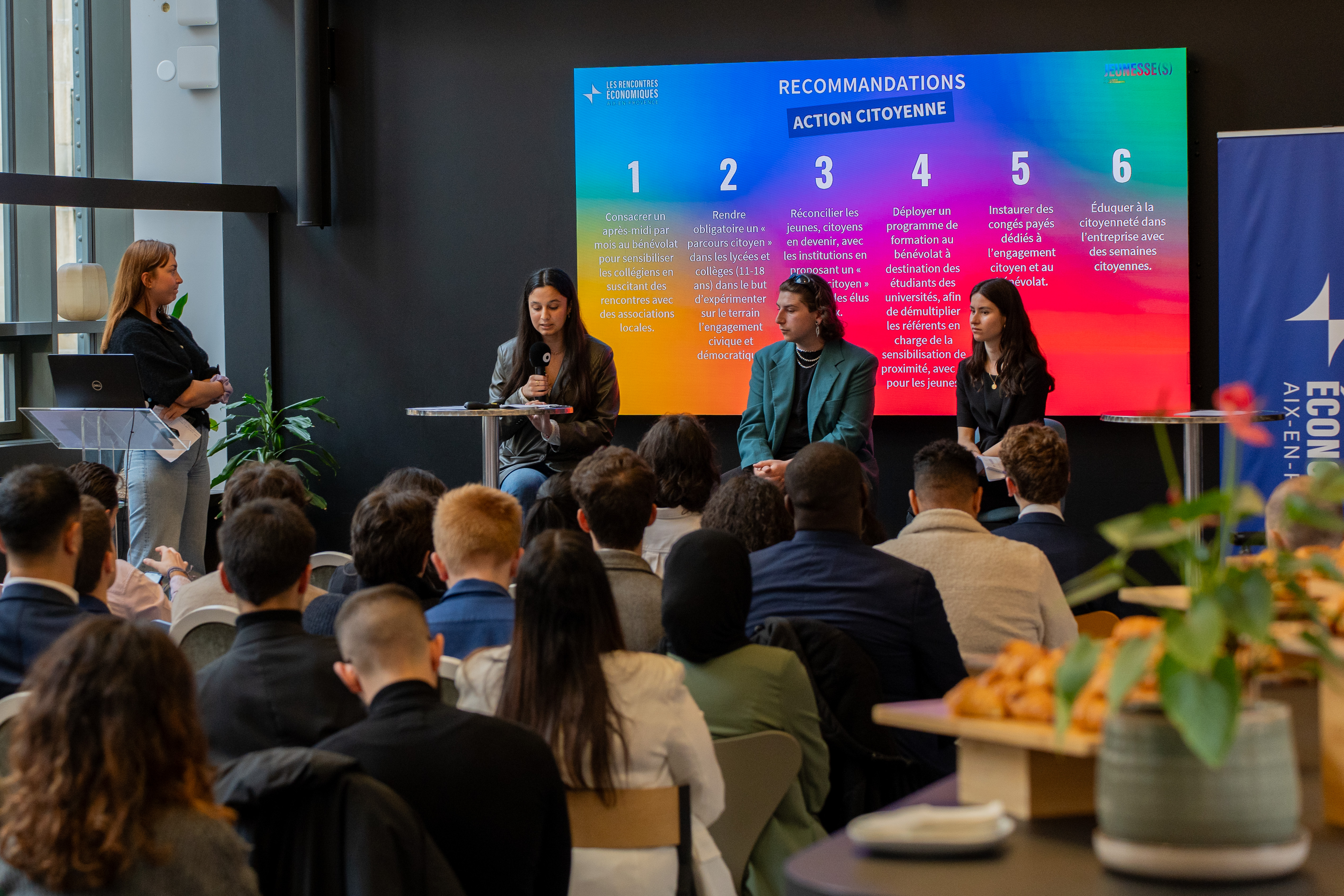
Projet Jeunesse(s)

Le Cercle des économistes initie en 2023 son programme Jeunesse(s) avec l'objectif de faire participer les jeunes de 18 à 30 ans aux débats économiques et sociaux, au travers d’une enquête avec des jeunes de toute la France. 

## Liste des éditions
- « Relier les mondes », les 5 et 6 juillet 2024, 24e Rencontres
- « Recréer l'espoir », les 7, 8 et 9 juillet 2023, 23e Rencontres
- « Réussir les transformations du monde », les 8, 9 et 10 juillet 2022, 22e Rencontres
- « Saisir l'avenir, ensemble », les 2, 3 et 4 juillet 2021, 21e Rencontres
- « Agir face aux dérèglements du monde », les 3, 4 et 5 juillet 2020, 20e Rencontres
- « Renouer avec la confiance », les 5, 6 et 7 juillet 2019, 19e Rencontres
- « Les métamorphoses du monde », les 6,7 et 8 juillet 2018, 18e Rencontres
- « À la recherche de nouvelles formes de prospérité? », les 7,8 et 9 juillet 2017, 17e Rencontres
- « Dans un monde de turbulences, qu'attend-on d'un pays? », les 1, 2 et 3 juillet 2016, 16e Rencontres
- « Et si le travail était la solution? », les 3, 4 et 5 juillet 2015, 15e Rencontres
- « Investir pour inventer demain », les 4, 5, 6 juillet 2014, 14e Rencontres[1]
- « Le choc des temps : L’économie mondiale, entre urgences et long terme », les 5, 6, 7 juillet 2013, 13e Rencontres[2]
- « Et si le soleil se levait aussi à l'Ouest… La nouvelle dynamique mondiale », les 6, 7, 8 juillet 2012, 12e Rencontres
- « Le monde dans tous ses États », les 8, 9, 10 juillet 2011, 11e Rencontres
- « À la recherche de la nouvelle croissance », les 2, 3 et 4 juillet 2010, 10e Rencontres
- « Croissance, démographie, finance : des ruptures aux nouveaux équilibres », les 3, 4, 5 juillet 2009, 9e Rencontres
- « Les nouvelles frontières de l'Entreprise » les 4,5, 6 juillet 2008, 8e Rencontres
- « Quels capitalismes pour le XXIe siècle », les 6, 7, 8 juillet 2007, 7e Rencontres
- « Un Monde de ressources rares ! La croissance mondiale est-elle en danger ? », les 7, 8, 9 juillet 2006, 6e Rencontres
- « L'Europe et les États-Unis », les 8, 9, 10 juillet 2005, 5e Rencontres
- « L'entreprise européenne dans la compétition mondiale », les 9, 10, 11 juillet 2004, 4e Rencontres
- « L'Europe, une nouvelle économie monde », les 4,5,6 juillet 2003, 3e Rencontres
- « L'Europe et la gouvernance mondiale », les 5,6,7 juillet 2002, 2e Rencontres
- « La construction européenne s’essouffle-t-elle ? », les 15 et 16 juillet 2001, 1res Rencontres

## Les Rencontres à l'international
Plusieurs éditions des Rencontres économiques se sont tenues à l’international :
- Organisation des Rencontres économiques de Singapour : en janvier 2016 sur le thème « Europe and the Asian Century: Keys for the World Economy? », en 2019 avec « Les nouveaux horizons de l’économie mondiale », et en 2024 sur « L’Indopacifique : pivot de l’équilibre mondial »L'organisation de la première édition des Rencontres économiques de Kigali, au Rwanda, en novembre 2023, sur le thème « En temps de crise, quelles opportunités pour l’Afrique ? ».

- Organisation des Rencontres économiques à Casablanca. En avril 2014 s'est tenue la première édition des Rencontres économiques à Casablanca sur le thème « L'avenir du Monde est-il africain ? ».
- Coorganisation des Rendez-vous de la Méditerranée avec l’Institut de la Méditerranée/Femise. Ce forum économique annuel se focalise sur les enjeux méditerranéens.

## Critiques
Depuis 2012, les Rencontres économiques d'Aix-en-Provence font l'objet d'une contre-manifestation appelée par dérision Les « Rencontres déconnomiques d'Aix-en-Provence ».
Ces rencontres sont organisées par un collectif nommé « Les déconnomistes d'Aix en Provence » qui ont pour objectif de proposer un espace d'expression à une pensée différente de celle qui est véhiculée par les Rencontres économiques d'Aix-en-Provence.